# Periclimenes demani
Periclimenes demani är en kräftdjursart som beskrevs av Kemp 1915. Periclimenes demani ingår i släktet Periclimenes och familjen Palaemonidae. Inga underarter finns listade i Catalogue of Life.